# Tragocephala burgeoni
Tragocephala burgeoni är en skalbaggsart som beskrevs av Stefan von Breuning 1938. Tragocephala burgeoni ingår i släktet Tragocephala och familjen långhorningar.
Artens utbredningsområde är Gabon. Inga underarter finns listade i Catalogue of Life.